# Пасинково (Тверська область)
Пасинково (рос. Пасынково) — присілок в Калінінському районі Тверської області Російської Федерації.
Населення становить 123 особи. Входить до складу муніципального утворення Емауське сільське поселення.

## Історія
Від 2005 року входить до складу муніципального утворення Емауське сільське поселення.

## Населення
| 2008 | 2010 |
| ---- | ---- |
| 136  | ↘123 |